# Wijken en buurten in Giessenlanden
De voormalige Nederlandse gemeente Giessenlanden is voor statistische doeleinden onderverdeeld in wijken en buurten. De gemeente is verdeeld in de volgende statistische wijken:
- Wijk 00 Kern Giessenburg (CBS-wijkcode:068900)
- Wijk 01 Giessenburg-West en -Zuid (CBS-wijkcode:068901)
- Wijk 02 Giessenburg-Oost (CBS-wijkcode:068902)
- Wijk 03 Verspreide huizen Giessenburg (CBS-wijkcode:068903)
- Wijk 04 Arkel (CBS-wijkcode:068904)
- Wijk 05 Hoogblokland (CBS-wijkcode:068905)
- Wijk 06 Hoornaar (CBS-wijkcode:068906)
- Wijk 07 Noordeloos (CBS-wijkcode:068907)
- Wijk 08 Schelluinen (CBS-wijkcode:068908)

Een statistische wijk kan bestaan uit meerdere buurten. Onderstaande tabel geeft de buurtindeling met kentallen volgens het Centraal Bureau voor de Statistiek (2008):
| CBS-buurtcode | Buurtnaam                                            | Inwonertal | Opp. totaal (ha) | Opp. land (ha) | Ligging                |
| ------------- | ---------------------------------------------------- | ---------- | ---------------- | -------------- | ---------------------- |
| BU06890000    | Giessenburg en Nieuwkerk                             | 2840       | 78               | 75             | Locatie in de gemeente |
| BU06890001    | Peursum                                              | 260        | 54               | 48             | Locatie in de gemeente |
| BU06890002    | Giessen en Oude-Bovenkerk                            | 160        | 33               | 30             | Locatie in de gemeente |
| BU06890100    | Giessen en Oudekerk                                  | 900        | 76               | 65             | Locatie in de gemeente |
| BU06890101    | Neerpolder en Parallelweg                            | 280        | 79               | 72             | Locatie in de gemeente |
| BU06890200    | Muisbroek                                            | 140        | 40               | 37             | Locatie in de gemeente |
| BU06890201    | Neder-Slingeland                                     | 120        | 59               | 53             | Locatie in de gemeente |
| BU06890308    | Verspreide huizen polder Giessen en Nieuwkerk        | 120        | 638              | 634            | Locatie in de gemeente |
| BU06890309    | Verspreide huizen ten noorden van De Giessen         | 120        | 1403             | 1379           | Locatie in de gemeente |
| BU06890400    | Arkel                                                | 2980       | 353              | 341            | Locatie in de gemeente |
| BU06890401    | Rietveld                                             | 190        | 388              | 372            | Locatie in de gemeente |
| BU06890402    | Industrieterrein                                     | 200        | 62               | 57             | Locatie in de gemeente |
| BU06890500    | Hoogblokland                                         | 1110       | 93               | 93             | Locatie in de gemeente |
| BU06890501    | Verspreide huizen Bazeldijk (gedeeltelijk)           | 230        | 310              | 303            | Locatie in de gemeente |
| BU06890502    | Minkeloos (gedeeltelijk) Hoge Giessen (gedeeltelijk) | 120        | 252              | 251            | Locatie in de gemeente |
| BU06890509    | Overige verspreide huizen Hoogblokland               | 30         | 111              | 111            | Locatie in de gemeente |
| BU06890600    | Hoornaar                                             | 400        | 182              | 169            | Locatie in de gemeente |
| BU06890601    | Lage Giessen                                         | 110        | 231              | 228            | Locatie in de gemeente |
| BU06890602    | Hoge Giessen (gedeeltelijk)                          | 180        | 118              | 116            | Locatie in de gemeente |
| BU06890603    | Hoornaar-Nieuw                                       | 970        | 26               | 26             | Locatie in de gemeente |
| BU06890700    | Noordeloos                                           | 1550       | 959              | 943            | Locatie in de gemeente |
| BU06890701    | Overslingeland                                       | 150        | 243              | 238            | Locatie in de gemeente |
| BU06890702    | Minkeloos (gedeeltelijk)                             | 80         | 368              | 366            | Locatie in de gemeente |
| BU06890800    | Schelluinen                                          | 1200       | 356              | 352            | Locatie in de gemeente |